# Jelena Alexandrowna Ljubimowa
Jelena Alexandrowna Ljubimowa (russisch Елена Александровна Любимова; * 25. September 1925 in Moskau; † 22. April 1985 ebenda) war eine sowjetische Geologin und Geophysikerin.

## Leben
Ljubimowa studierte an der Physikalischen Fakultät der Lomonossow-Universität Moskau (MGU) bei den Mathematikern und Geophysikern Andrei Nikolajewitsch Tichonow und Otto Juljewitsch Schmidt.
Ab 1949 arbeitete Ljubimowa in dem von Schmidt geleiteten Geophysikalischen Institut der Akademie der Wissenschaften der UdSSR (AN-SSSR) (seit 1955 Institut für Physik der Erde der AN-SSSR). 1955 verteidigte sie mit Erfolg ihre Dissertation über die thermische Geschichte der Erde für die Promotion zur Kandidatin der physikalisch-mathematischen Wissenschaften. Ab 1957 leitete sie das Laboratorium für Theoretische Geophysik. 1966 verteidigte sie mit Erfolg ihre Doktor-Dissertation über Wärmeströme der Erde für die Promotion zur Doktorin der physikalisch-mathematischen Wissenschaften. Es folgte die Ernennung zur Professorin.
Ljubimowa untersuchte die Wärmeströme im Erdinnern, die Evolution der Erde und des Mondes, die Subduktion und die Ozeanbodenspreizung in der Region der Halbinsel Kola, die Wärmeströme durch die Kontinente und Ozeane in die Arktis und die Anomalie der Wärmeleitfähigkeit und der Elektrischen Leitfähigkeit. Sie war Gründungsvorsitzende der International Heat Flow Commission (1971–1979) und beteiligte sich an der Koordinierung des Projekts zur Erstellung einer Karte der Wärmeströme in der Lithosphäre. Sie koordinierte das Projekt zur Erstellung eines Wärmemodells der Lithosphäre der Gesellschaft Krymskaja Assoziazija Planowych Garanti (KAPG). Sie war Vizepräsidentin des Nationalen Rats für geothermische Untersuchungen.